# Panait Istrati
Panait Istrati (født 22. august 1884 i Brăila, Rumænien, død 16. april 1935 i Bukarest) var en rumænsk forfatter, der skrev på fransk. Hans levende og underholdende bøger foregår mest blandt fattige mennesker og bygger i høj grad på hans egne oplevelser.